# Tipula (Microtipula) trinitatis
Tipula (Microtipula) trinitatis is een tweevleugelige uit de familie langpootmuggen (Tipulidae). De soort komt voor in het Neotropisch gebied.